# Genes DEA
Los Genes DEA o Domesticados del Efector de Amidasa (del inglés Domesticated Amydase Effector genes) son un conjunto de secuencias presentes en algunos eucariotas que codifican una proteína bactericida. 
Se incorporaron al genoma de ciertos grupos monofiléticos por transferencia horizontal de genes desde procariotas; en algún momento de la evolución. Es un proceso que ha ocurrido hasta 6 veces, con 4 variantes del gen dea, cuya función primigenia (lisis bacteriana, catalizando la hidrólisis de algunos tipos de peptidoglucano sensible a la proteína dae) es preservada por la selección natural debido a que reporta un beneficio,
 a pesar de adquirir intrones y otras modificaciones.

## Relación entre TAE y DEA
Actualmente se considera que los genes TAE (del inglés Type VI secretion system Amydase Effector) fueron desarrollados por los procariotas no sensibles a TAE para facilitar el acceso a un nicho concreto, eliminando la competencia por el mismo.
La domesticación de estos genes por eukarya ocasionó una variación del propósito biológico del producto génico. Algunos, como el ácaro Ixodes scapularis expresan dae2 para controlar la población de borrelia burgdorfheri en su tracto digestivo.